# Ben Bernanke
Ben Shalom Bernanke (Augusta, 13 december 1953) is een Amerikaans econoom. Hij was van 2006 tot en met januari 2014 voorzitter van het Federal Reserve System (The Fed). Hij is in dit ambt bekend geworden door zijn 'gratis-geld-politiek'. Dit als reactie op het foute beleid tijdens de Grote Depressie. Op grond van een lezing in november 2002, kreeg hij de bijnaam 'Helikopter Ben'. De kampioen van de ruim-geld-politiek kreeg ironisch genoeg zelf in 2014 van zijn bank geen nieuwe hypotheek als zelfstandige.

## Biografie
Bernanke groeide op in de Amerikaanse staat South Carolina. In 1975 studeerde hij cum laude af aan Harvard University. Hij promoveerde vervolgens in 1979 aan het Massachusetts Institute of Technology op zijn proefschrift getiteld Long-term Commitments, Dynamic Optimization, and the Business Cycle. Zijn begeleider was Stanley Fischer, de voormalige baas van de Israëlische centrale bank (2005-2013).
Bernanke was voor lange tijd decaan aan de faculteit Economie van Princeton University. Hij was ook voorzitter van de Council of Economic Advisors, een adviesraad van de Amerikaanse president.
Na de nominatie van toenmalig president George W. Bush, werd hij gekozen tot voorzitter van het Federal Reserve, waarmee hij op 1 februari 2006 Alan Greenspan opvolgde. President Obama vroeg hem – toen het dieptepunt van de financiële crisis net achter de rug was – aan te blijven. Zijn tweede ambtstermijn begon op 1 februari 2010 en liep af op 31 januari 2014. Hij werd opgevolgd door Janet Yellen.
Time Magazine verkoos Bernanke in 2009 tot 'Person of the Year' vanwege zijn inzet voor 'het redden van de wereldeconomie' als voorzitter van de Federal Reserve tijdens de kredietcrisis van 2009.
In 2022 kreeg hij, samen met Douglas Diamond en Philip Dybvig, de Prijs van de Zweedse Rijksbank voor economie voor onderzoek naar banken en financiële crises.